# Daniel Espinosa
Jorge Daniel Espinosa (nascut el 23 de març de 1977) és un director de cinema suec de Trångsund, Estocolm, d'origen xilè.

## Carrera
Va assistir a l'Escola Nacional de Cinema de Dinamarca i es va graduar el 2001.
El seu tercer llargmetratge, Diners fàcils, va ser la pel·lícula sueca amb més entrades a Suècia el 2010. Espinosa estava en converses sobre la direcció l'adaptació cinematogràfica de Assassin's Creed però finalment va ser substituït per Justin Kurzel.
També va dirigir la destrossada pels crítica pel·lícula de l'Univers Spiderman de Sony Morbius (2022).

## Filmografia
| Any  | Títol                  | Notes                                               |
| ---- | ---------------------- | --------------------------------------------------- |
| 2003 | Bokseren               | Curtmetratge estudiantil                            |
| 2004 | Babylonsjukan          |                                                     |
| 2007 | Uden for kærligheden   |                                                     |
| 2010 | Diners fàcils          |                                                     |
| 2012 | Safe House             |                                                     |
| 2015 | El nen 44              |                                                     |
| 2017 | Life                   |                                                     |
| 2022 | Morbius                | Nominada: Premi Golden Raspberry al pitjor director |
| 2024 | Madame Luna            | També guionista                                     |
| 2024 | Helikopterrånet        |                                                     |
| TBA  | The Anarchists vs ISIS | També productorr                                    |
| TBA  | Red Platoon            |                                                     |